# Неопатрия (герцогство)
Герцогство Неопатрия (кат. Ducat de Neopàtria; греч. Δουκάτο Νέων Πατρών; лат. Ducatus Neopatriae; 1319—1390) — государство крестоносцев, возникшее на территории Греции в ходе её завоевания Каталонской компанией.

## Предыстория
15 марта 1311 года при Кефиссе армия герцога Афинского проиграла сражение наёмникам, известным в истории как Каталонская компания. После этой битвы каталонцы завладели территорией герцогства и продолжили свою экспансию.

## История
В 1318 году, после смерти бездетного правителя Фессалии Иоанна II Дуки в его владениях началась междоусобица. Этим воспользовалась Каталонская компания, вторгнувшись на территорию Фессалии. В 1319 году они захватили Неопатры, а к 1325 году также завоевали Ламию, Лоидорики, Сидерокастрон и Толофон, а также, по-видимому, на некоторое время овладели Домокосом, Пеласгией и Фарсалой. Из этих территорий было образовано герцогство Неопатрия. Вожди каталонцев, понимая, что без помощи какого-либо могущественного монарха им не удержать добычу в руках, признавали номинальными герцогами Афин и Неопатрии членов сицилийской ветви Арагонского королевского дома.
В 1390 году герцогство перешло под управление Республики Флоренции.